# Сквер Партизанской Славы (Одесса)
Сквер Партизанской Славы — городской сквер в микрорайоне Ленпосёлок Малиновского района Одессы, расположен между улицами Николая Аркаса, Нескучной, Бородинской и Горизонтальной.

## История
В 2012 году по инициативе группы депутатов городского совета Одессы принял решение присвоить безымянному скверу на Ленпосёлке название Сквер Партизанской Славы. В нём были высажены деревья, устроена детская площадка.
В сентябре 2015 года в сквере была открыта скульптурная композиция в память о погибших в годы Второй мировой войны участниках партизанского движения.
В открытии памятника приняли участие депутаты, представители руководства Одессы, ветераны Великой Отечественной войны.
Стела символизирует души погибших в годы войны героев Одессы и Одесской области.
Сквер является излюбленным местом отдыха жителей микрорайона.

## Транспорт
Проехать к парку можно по улице Николая Аркаса на маршрутном такси № 201. Возле сквера находится конечная остановка маршрута.